# Doo Wop (That Thing)
"Doo Wop (That Thing)" là một bài hát được viết lời, sản xuất và thể hiện bởi nghệ sĩ thu âm người Mỹ Lauryn Hill cho album phòng thu đầu tay của cô, The Miseducation of Lauryn Hill (1998). Nó được phát hành vào ngày 7 tháng 7 năm 1998 như là đĩa đơn đầu tiên trích từ album bởi Ruffhouse Records và Columbia Records. Được đánh dấu như là đĩa đơn đầu tay cho sự nghiệp hát đơn của Hill sau khi nhóm nhạc cũ của cô The Fugees tan rã, bài hát là một lời cảnh báo đến những gã đàn ông chỉ quan tâm đến vật chất mà quên đi bạn gái và những người thân của họ.
Sau khi phát hành, "Doo Wop (That Thing)" nhận được không ít những phản hồi tích cực từ các nhà phê bình âm nhạc, trong đó họ đánh giá cao phần điệp khúc của nó trong việc thúc đẩy bình đẳng giới tính. Ngoài ra, bài hát còn chiến thắng hai giải Grammy cho Trình diễn giọng R&B nữ xuất sắc nhất và Bài hát R&B xuất sắc nhất tại lễ trao giải thường niên lần thứ 41. Nó cũng gặt hái những thành công vượt trội về mặt thương mại ở một số quốc gia, lọt vào top 5 ở Canada, Hà Lan và Vương quốc Anh, và vươn đến top 10 ở Úc (như là đĩa đơn mặt A đôi với bản hát lại "Can't Take My Eyes Off You" cho bộ phim năm 1997 Conspiracy Theory) và Thụy Sĩ. Tại Hoa Kỳ, "Doo Wop (That Thing)" ra mắt ở vị trí số một trên bảng xếp hạng Billboard Hot 100, trở thành đĩa đơn thứ mười trong lịch sử làm được điều này. Ngoài ra, nó cũng giúp Hill trở thành nghệ sĩ đầu tiên có đĩa đơn đầu tay ra mắt ở vị trí quán quân, và là đĩa đơn cá nhân đầu tiên của một rapper nữ đạt vị trí số một.
Video ca nhạc cho "Doo Wop (That Thing)" được đạo diễn bởi Big TV!, trong đó sử dụng hiệu ứng chia đôi màn hình để thể hiện hai hình ảnh khác nhau của Hill đang trình diễn bài hát ở thành phố New York vào thập niên 1960 và năm 1998. Video đã nhận được nhiều lời khen ngợi từ giới phê bình, và chiến thắng bốn trên tổng số năm hạng mục đề cử tại Giải Video âm nhạc của MTV năm 1999, bao gồm Video của năm, Video xuất sắc nhất của nữ ca sĩ, Chỉ đạo nghệ thuật xuất sắc nhất và Video R&B xuất sắc nhất. Đây được xem là bài hát trứ danh trong sự nghiệp của nữ ca sĩ, và được hát lại và sử dụng làm nhạc mẫu bởi nhiều nghệ sĩ đương đại, như Rihanna, Amy Winehouse và dàn diễn viên của Glee. Thành công của bài hát và The Miseducation of Lauryn Hill đã giúp Hill trở thành một biểu tượng truyền thông quốc gia, một siêu sao quốc tế và góp phần phổ biến thể loại nhạc hip hop và neo soul vào nền âm nhạc đại chúng.

## Danh sách bài hát
Đĩa CD #1 tại châu Âu
1. "Doo Wop (That Thing)" (radio chỉnh sửa) - 4:03
2. "Doo Wop (That Thing)" (Gordon's Dub) - 4:04
3. "Doo Wop (That Thing)" (không lời) - 4:01

Đĩa CD #2 tại châu Âu
1. "Doo Wop (That Thing)" - 4:03
2. "Lost Ones" - 4:26
3. "Forgive Them Father" - 4:28

Đĩa CD tại Hoa Kỳ
1. "Doo Wop (That Thing)" - 4:02
2. "Lost Ones" (bản phối lại) - 4:16

## Xếp hạng
| Bảng xếp hạng (1998-99)                  | Vị trí cao nhất |
| ---------------------------------------- | --------------- |
| Úc (ARIA)                                | 8               |
| Áo (Ö3 Austria Top 40)                   | 33              |
| Bỉ (Ultratop 50 Flanders)                | 35              |
| Bỉ (Ultratop 50 Wallonia)                | 18              |
| Canada (RPM)                             | 2               |
| Canada Dance/Urban (RPM)                 | 4               |
| Châu Âu (European Hot 100 Singles)       | 14              |
| Pháp (SNEP)                              | 23              |
| Đức (Official German Charts)             | 17              |
| Ireland (IRMA)                           | 12              |
| Hà Lan (Dutch Top 40)                    | 4               |
| Hà Lan (Single Top 100)                  | 4               |
| Scotland (OCC)                           | 14              |
| Thụy Điển (Sverigetopplistan)            | 39              |
| Thụy Sĩ (Schweizer Hitparade)            | 10              |
| Anh Quốc (OCC)                           | 3               |
| Anh Quốc R&B (OCC)                       | 1               |
| Hoa Kỳ Billboard Hot 100                 | 1               |
| Hoa Kỳ Hot Rap Songs (Billboard)         | 1               |
| Hoa Kỳ Hot R&B/Hip-Hop Songs (Billboard) | 2               |
| Hoa Kỳ Pop Airplay (Billboard)           | 12              |
| Hoa Kỳ Rhythmic (Billboard)              | 1               |

| Bảng xếp hạng (1998)                 | Vị trí |
| ------------------------------------ | ------ |
| Canada Dance/Urban (RPM)             | 9      |
| Europe (European Hot 100)            | 84     |
| Germany (Official German Charts)     | 97     |
| Japan (Tokyo Hot 100)                | 3      |
| Netherlands (Dutch Top 40)           | 45     |
| Netherlands (Single Top 100)         | 68     |
| UK Singles (Official Charts Company) | 86     |
| US Hot R&B/Hip-Hop Songs (Billboard) | 79     |
| Bảng xếp hạng (1999)                 | Vị trí |
| Australia (ARIA)                     | 67     |
| US Billboard Hot 100                 | 41     |
| US Hot Rap Songs (Billboard)         | 12     |
| US Hot R&B/Hip-Hop Songs (Billboard) | 40     |

## Chứng nhận
| Quốc gia                                                                           | Chứng nhận | Số đơn vị/doanh số chứng nhận |
| ---------------------------------------------------------------------------------- | ---------- | ----------------------------- |
| Úc (ARIA)                                                                          | Bạch kim   | 70.000^                       |
| Anh Quốc (BPI)                                                                     | Vàng       | 400.000^                      |
| Hoa Kỳ (RIAA)                                                                      | Vàng       | 500.000^                      |
| * Chứng nhận dựa theo doanh số tiêu thụ. ^ Chứng nhận dựa theo doanh số nhập hàng. |            |                               |